# Eligmodontia dunaris
Eligmodontia dunaris es una especie de roedor de la familia Cricetidae, se distingue por ser la más pequeña de las especies dentro del género Eligmodontia y dentro de las más pequeñas de los roedores de Chile y del mundo, con un rango de masa que va entre los 10 y 15 gramos y un largo entre 12,5 y 15,2 cm con cola. Posee un pelaje corto y sedoso. La coloración
del dorso es de un amarillo claro gris pardusco, generalmente más oscuras en las muestras costeras o jóvenes; el vientre es de color blanco. La cola no tiene terminación de pincel y es de una longitud un poco más corta que la longitud de la cabeza y el cuerpo. Orejas de tamaño medio suelen tener penachos blanquecinos en el preauricular. Posee patas traseras largas, que le permiten adoptar una postura bípeda y dar grandes saltos; en las palmas de esas patas tiene tres almohadillas: una grande al centro y dos más pequeñas bajo los dedos.

## Distribución geográfica
Es una especie endémica de Chile y dentro de su género tiene la distribución más occidental. Se encuentra restringida a los hábitats semidesérticos al sur del Desierto de Atacama, desde las dunas costeras de Playa Los Choros, Región de Coquimbo hasta Caldera y como límite oriental se ha establecido las planicies centrales que se encuentran 30 a 55 km al sur de Copiapó.